# Oussama El Azzouzi
Oussama El Azzouzi ( em árabe: أسامة العزوزي; Veenendaal, 29 de maio de 2001) é um futebolista marroquino que atua como volante. Atualmente joga no Auxerre, emprestado pelo Bologna.

## Carreira nos clubes
El Azzouzi nasceu em 29 de maio de 2001 em Veenendaal, nos Países Baixos. Ele começou a jogar futebol organizado no clube local VRC aos oito anos, antes de jogar nas academias de jovens de Groningen e Vitesse, bem como no clube amador DOVO. Ele fez sua estreia profissional pelo Emmen na Eerste Divisie por uma temporada, ajudando-os a ganhar a promoção como campeões para a Eredivisie no final da temporada 2021-22. Ele assinou um contrato de três anos no Union Saint-Gilloise em julho de 2022, com a opção de um ano extra. Ele fez sua estreia pelo Union SG em 6 de agosto de 2022, começando uma derrota por 3 a 0 fora de casa contra o Mechelen.
Em 20 de julho de 2023, El Azzouzi assinou com o clube da Série A, o Bologna.
Em 1 de agosto de 2025, foi anunciado pelo Auxerre, por empréstimo de uma temporada.

## Carreira internacional
Nascido nos Países Baixos, El Azzouzi é marroquino de ascendência. Foi convocado para a seleção sub-23 do Marrocos em março de 2023.
Em junho de 2023, foi incluído no elenco final da seleção nacional sub-23 para a Copa das Nações Africanas Sub-23 de 2023, sediada pelo próprio Marrocos, onde os Leões do Atlas conquistaram seu primeiro título e se classificaram para as Olimpíadas de Verão de 2024.
Em outubro de 2023, ele foi convocado para a seleção principal do Marrocos pela primeira vez. Ele fez sua estreia sênior pelo Marrocos em 17 de outubro de 2023, começando uma vitória em casa por 3 a 0 contra a Libéria em uma partida de qualificação para a Copa das Nações da África de 2023.

## Títulos
FC Emmen
- Eerste Divisie: 2021–22

Bologna
- Coppa Italia: 2024–25[17]

Marrocos Sub-23
- Jogos Olímpicos: 2024 (medalha de bronze)